# Antonio Palomino
1. Item de lista numerada

Acisclo Antonio Palomino de Castro y Velasco (Bujalance, 1 de dezembro de 1655 – Madrid, 12 de agosto de 1726) foi um pintor espanhol do período Barroco, e um escritor de arte, autor de El Museo pictórico y escala óptica, que contém uma grande quantidade de importante material biográfico sobre artistas espanhóis.

## Biografia
Antonio Palomino nasceu de boa família em Bujalance, perto de Córdova em 1655. Estudou Filosofia, Teologia e Direito em Córdova, onde recebeu também aulas de pintura de Juan de Valdés Leal, que esteve lá em 1672 e, posteriormente, de Juan de Alfaro y Gámez em 1675.
Após receber as Ordens Menores, mudou-se para Madrid em 1678, onde associou-se a Alfaro, Claudio Coello e Juan Carreño de Miranda, e produziu alguns afrescos. Logo depois casou-se com uma senhora da nobreza espanhola, e, tendo sido nomeado alcaide do Conselho da Mesta, concedeu-se um título nobiliárquico; e em 1688 foi nomeado pintor do rei Carlos II. Visitou Valência em 1697, e permaneceu lá por três ou quatro anos, dedicando-se novamente, mas com pouco sucesso à pintura de afrescos.
Entre 1705 e 1715 residiu por longos períodos em Salamanca, Granada e Córdova; no último ano o primeiro volume de sua obra sobre Arte surgiu em Madrid. Pintou o afresco no teto da abóbada da sacristia da Cartuja de Granada. Após a morte de sua esposa em 1725 Palomino tomou ordens sacerdotais.

## El Museo pictórico y escala óptica
Sua principal obra, em três volumes (1715-1724), intitulada El Museo pictórico y escala óptica, consiste em três partes, das quais as duas primeiras, sobre teoria e prática da arte da pintura, teve pouca influência; o terceiro, no entanto, com o subtítulo El Parnaso español pintoresco laureado, é uma mina importante de material biográfico relacionado com artistas espanhóis do Século de Ouro, que, apesar do seu estilo ímpar, trouxe para o autor a honra de ser chamado de "o Vasari espanhol". Foi parcialmente traduzida para o inglês em 1739, um resumo do original (Las Vidas de los pintores y estatuarios españoles) foi publicado em Londres em 1742, e depois apareceu em uma versão francesa em 1749. A versão alemã foi publicada em Dresden em 1781, e uma reedição de todo o trabalho, em Madrid, em 1797.